# Akustika
Akustika je znanstvena veda, ki se ukvarja s preučevanjem vseh mehanskih valovanj v plinih, tekočinah in trdnih snoveh. Vključuje tudi teme, kot so vibracije, zvok , ultrazvok in infrazvok. Znanstvenik, ki dela na področju akustike je akustik, medtem ko nekoga, ki dela na področju akustične tehnologije imenujemo akustični inženir. Uporaba akustike je prisotna v skoraj vseh vidikih sodobne družbe, najbolj očitna pa je avdio akustika in kontrola hrupa industrij.
Sluh je ena od najbolj ključnih sredstev za preživetje v svetu živali. Govor pa je ena izmed najbolj razpoznavnih značilnosti človeškega razvoja in kulture. Znanost akustike se širi preko številnih vidikov družbe, glasbe, medicine, arhitekture, industrijske proizvodnje, vojskovanja in še drugih. Živalske vrste, kot so ptice pevke in žabe, uporabljajo zvok in sluh kot ključen element parjenja ali označevanja ozemlja. Delo Roberta Bruce Lindsaya »Wheel of acoustics« je dobro sprejet pregled področij akustike.
Beseda "akustika" izvira iz grške besede ἀκουστικός (akoustikos), kar pomeni, "za poslušanje, pripravljeno poslušati " in to izhaja iz ἀκουστός (akoustos), "slišal, zvočno," ki izhaja iz glagola ἀκούω (akouo), "slišim".

## Zgodovina

### Zgodnje raziskave v akustiki
V 6. stoletju pred našim štetjem, je filozofa Pitagoro zanimalo, zakaj se nekatere kombinacije glasbenih zvokov zdijo lepše od drugih, in odgovor je našel v številskih razmerjih, ki predstavljajo serijo harmoničnih prizvokov na struni. Zasluge ima tudi za to, da je odkril, da dolžino vibrirajoče strune lahko izrazimo kot razmerje celih števil (npr. 2 ali 3, 3 do 4), proizvedeni toni bodo harmonični. Manjša kot so cela števila, bolj harmonični je zvok. Če bi, na primer, struna z določeno dolžino zvenela harmonično z drugo struno, bi bila prva za polovico manjša od druge strune. Z drugimi besedami, če je struna uglašena na noto C, bi dvakrat daljša enaka struna, zvenela kot C eno oktavo nižje. Aristotel (384–322 pr. n. št.) odkrije, da zvok sestavlja krčenje in širjenje zraka. »Delček zraka je pahnjen naprej in ta pahne sosednji delček zrak naprej in se vrne v prvotni položaj …«, se glasi obrazložitev zvočnega vala. Približno 20 let pred našim štetjem je rimski arhitekt in inženir Vitruvij napisal razpravo o akustičnih lastnostih gledališča, vključno z razpravo o interferenci, odmevih in reverberaciji – začetki arhitekturne akustike. V njegovi peti knjigi De Architectura (deset knjig za arhitekturo), Vitruvij opisuje zvok kot valovanje, primerljivo z vodnim valom razširjenim v tri dimenzije, ki se ob trku v oviro odbijejo in ovirajo naslednje valove. Opisal je dvigujoče sedeže v antičnih gledališčih. Oblikovani so tako, da preprečijo poslabšanje zvoka. Priporočal je tudi, da se postavi bronaste posode ustreznih dimenzij v gledališčih, ki bodo resonirale četrto oktavo, peto oktavo in tako naprej, do dvojne oktave. Tako bi odmevalo v bolj zaželenih, harmoničnih notah. 
Fizikalno razumevanje akustičnih procesov je hitro napredovalo med in po znanstveni revoluciji. Predvsem Galileo Galilei (1564–1642), pa tudi Marin Mersenne (1588–1648), sta neodvisno odkrila popolne zakone vibrirajočih strun (dokončala sta, kar je Pitagora začel 2000 let prej). Galileo je napisal "Valovi so vibracije zvočnega telesa in se širijo po zraku. To povzroči dražljaje v ušesu, ki to interpretira kot zvok." Ta izjemna izjava kaže na začetke fizikalne in psihološke akustike. Eksperimentalne meritve hitrosti zvoka v zraku so bila uspešno izvedena med letoma 1630 in 1680 s številnimi raziskovalci, večinoma Mersenne. Medtem Newton (1642–1727) postavi odnos za hitrost valovanja v trdnem stanju. To je  temelj fizikalne akustike (Principia, 1687).

### 18. stoletje in dalje
V osemnajstem stoletju je prišlo do pomembnega napredka v akustiki ko so matematiki začeli uporabljati nove tehnike računanja in sestavljanja teorije širjenja zvočnega valovanja. V devetnajstem stoletju so bile veliki matematičnih akustiki Helmholtz v Nemčiji, ki je utrdil polje fizikalne akustike, in Lord Rayleigh v Angliji, ki je v kombinaciji s predhodnim znanjem in s svojimi prispevki pripomogel k temu področju v delu Teorija zvoka (1877). V 19. stoletju so Wheatstone, Ohm, in Henry razvili smisel med elektriko in akustiko. Dvajseto stoletje je doseglo rast tehnoloških zahtevkov velikega znanstvenega znanja, ki je bilo takrat v veljavi. Prva je bila vloga Sabine in njegovega revolucionarnega dela v arhitekturni akustiki, in sledili so še mnogi. Podvodna akustika je bila uporabljena za odkrivanje podmornic v prvi svetovni vojni. Zvočni posnetki in telefon so igrali pomembno vlogo v globalni preobrazbi družbe. Merjenje zvoka in analiza sta dosegla novo raven natančnosti in prefinjenosti z uporabo elektronike in računalništva. Ultrazvočni frekvenčni razpon je omogočal popolnoma nove vrste uporabe v medicini in industriji. Nove vrste pretvornikov (generatorjev in sprejemnikov za akustične energije) so izumili in jih uporabljati.

## Temeljni koncepti akustike

### Definicija
Akustika je opredeljena z ANSI/ASA S1.1-2013 kot znanost zvoka , vključno s proizvodnjo, prenosom in vplivom bioloških in psiholoških učinkov. Ali kot lastnosti sobe, ki skupaj določijo njen značaj slušnih učinkov. Preučevanje akustike se vrti okoli generacije, razmnoževanja in sprejema mehanskih valov in vibracij.
Koraki, ki so prikazani v zgornjem diagramu, je mogoče najti v vsakem zvočnem dogodku ali procesu. Obstaja veliko različnih vrst vzrokov, naravnih in namernih. Obstaja veliko različnih vrst pretvornih procesov, ki pretvarjajo energijo iz neke druge oblike energije v zvočno energijo, ki proizvede zvočni val. Obstaja temeljna enačba, ki opisuje zvočni val, enačba akustičnega vala. Ampak pojavi, ki nastanejo, so zelo različni in pogosto zapleteni. Val nosi energijo preko prenosnega medija. Sčasoma pa je ta energija spet pretvorjena v druge oblike, na način, ki je lahko naraven in/ali umeten. Končni učinek je lahko samo fizikalen, ali lahko seže v biološka ali druga področja. Pet osnovnih korakov je spoznano za enako dobre, ali govorimo o  potresu, podmornici z uporabo sonarja za zaznati sovražnike, ali glasbeni skupini, ki nastopa na rock koncertu. Osrednja faza v akustičnem procesu, je širjenje valov. To sodi še v področje fizikalne akustike. Pri tekočinah, se zvok širi predvsem kot val tlaka. V trdnem stanju, pa so lahko mehanski valovi številnih oblik, vključno z vzdolžnimi valov, prečnimi valovi in površinskimi valovi. Akustika najprej gleda na raven tlaka in frekvence pri zvočnem valovanju. Pretvorni procesi so tudi posebnega pomena.

### Širjenja valov: nivo tlaka
Pri snoveh, kot so zrak in voda, se zvočni valovi širijo kot motnje zunanjega tlaka. Medtem, ko je ta motnja po navadi majhna, jo človeško uho še vedno lahko zazna. Najmanjši zvok, ki ga človek lahko sliši, se imenuje prag slišnosti in je za devet faktorjev manjši od tlaka okolice. Glasnost teh motenj se imenuje nivo zvočnega tlaka (SPL – sound pressure level) in se meri na logaritemski skali v decibelih.

### Širjenja valov: frekvenca
Fiziki in akustični inženirji so razlagali zvočni tlak kot frekvence, deloma zato, ker to naša ušesa razlagajo kot zvok. To kar mi doživljamo ob "visokim glasom" ali ob "nizkem glasu" so vibracije v tlaku, ki imajo višje ali nižje število nihajev na sekundo. V navadni akustični meritvi, so zvočni signali vzorčeni v času, nato pa so predstavljeni v bolj smiselni obliki, kot pasovi oktav ali v grafu frekvenc v odvisnosti od časa. Obe metodi se uporabljajo za analizo zvoka in boljše razumevanje akustičnih fenomenov.
Celoten spekter zvoka lahko razdelimo na tri dele: zvok, ultrazvoka, in infrazvok. Zvok je  območje med 20 Hz in 20.000 Hz. To območje je pomembno, ker te frekvence lahko zazna človeško uho. To območje ima številne uporabe, vključno z govorno komunikacijo in glasbo. Ultrazvočni območje se nanaša na zelo visoke frekvence: 20.000 Hz in višje. To območje ima krajše valovne dolžine, ki omogočajo boljšo ločljivost v fotografski tehnologiji. Medicinski pripomočki, kot je ultrazvok delajo na ultrazvočnem frekvenčnem območju. Na drugi strani spektra, so najnižje frekvence znane kot infrazvok. Te frekvence se lahko uporablja za proučevanje geoloških pojavov, kot so potresi.
Instrumenti za analizo, kot je spektralni analizator, olajša vizualizacijo in merjenje zvočnih signalov in njihovih lastnosti. Spektrogram lahko naredi instrument, ki omogoča grafični prikaz časa pri različnem nivoju tlaka in frekvenčnih profilih, ki dajeta specifičen zvočni signal. Ta opredeljuje njegov značaj.

### Pretvorbe v akustiki
Pretvornik je naprava, ki pretvarja neke vrste energije v drugo obliko. V akustiki to pomeni pretvarjanje iz zvočne energije  v električno energijo  ali pa obratno. V Elektroakustična pretvorbo spadajo zvočnik, mikrofon, hidrofon in sonar projektor. Te naprave pretvarjajo zvočno valovanje v električno ali obratno. Najbolj uporabljeni načini pretvarjanja so s pomočjo elektromagnetizma, elektrostatike in s piezo-kristali.
Pri pretvorbi se najbolj uporabljajo zvočniki (nizkotonec oz woofer in visokotonec), to so naprave, ki generirajo zvočne valove na podlagi električnega signala in s pomočjo zvočne tuljave. Electret mikrofoni in kondenzatorski mikrofoni uporabljajo za delovanje elektrostatiko, ko zvočni val zadene ob membrano, jo zatrese in s tem spremeni napetost na mikrofonu. Ultrazvok, ki se uporablja v medicini deluje s pomočjo piezo-kristalov. Ti so narejeni iz posebne keramike, pri kateri so mehanske vibracije in električno polje povezana v sami zgradbi materiala.

## Akustik
Akustik je strokovnjak na področju akustike. 

### Izobraževanje
Obstaja veliko vrst akustikov, vendar ima večina narejen magisterij ali doktorat. Nekateri imajo diplomo iz akustike, medtem ko drugi vstopajo v to področje preko fizike ali inženiringa. Delo na področju akustike zahteva veliko znanja iz področja matematike in znanosti. Večina akustičnih znanstvenikov dela na področju raziskav in razvoja. Nekaj temeljnih raziskav dela ne tem, da bi bolje razumeli naše zaznavanje (sluh, psihoakustika, nevrofiziologija) iz glasbe, hrupa in govora. Drugi akustiki se pa ukvarjajo s tem, kako zvok vpliva na okolje med njegovim širjenjem (npr. podvodna akustika, arhitekturna akustika). Druga področja dela so navedena v spodnjem članku discipline. Akustični znanstveniki delajo v vladnih, univerzitetnih in zasebnih industrijskih laboratorijih. Mnogi gredo delat v akustični inženiring.

## Discipline
Te discipline so nekoliko spremenjeni seznam iz PACS (fizika in astronomija klasifikacijskega sistema) kodiranja, ki ga uporablja akustično združenje Amerike.

### Arheoloakustika
Arheoloakustika je študija zvoka v arheologiji. To običajno vključuje preučevanje akustike arheoloških najdišč in najdb.

### Aeroakustika
Aeroakustika je študija hrupa, ki ga povzroči zrak. Na primer, hrup ustvarjen s pomočjo turbulence ali pretoka zvoka skozi zrak v tekočinah. To znanje se uporablja za študij, kako se utiša  letala. Aeroakustika je pomembna za razumevanje, kako delujejo pihalna glasbila.

### Obdelava zvočnih signalov
Obdelava akustičnega signala je elektronska manipulacija zvočnih signalov. Aplikacija vključuje: aktivni nadzor hrupa; oblikovanje slušnih aparatov; odstranjevanje odmevov in zaznavnje kodiranja (npr MP3 ali Opus ).

### Arhitekturna akustika
Arhitekturna akustika (akustika prostorov) vključuje znanstveno razumevanje o tem, kako doseči dober zvok znotraj stavbe. To običajno vključuje študijo razumljivosti govora, zasebnosti govora in kakovosti glasbe v grajenem okolju.

### Bioakustika
Bioakustika je znanstvena študija o sluhu in oglašanju živali, kot tudi, kako vplivajo raznovrstni zvoki na živali.

### Elektroakustika
Ta disciplina se ukvarja s snemanjem, manipulacijo in reprodukcijo zvoka s pomočjo elektronike. To lahko vključuje izdelke, kot so mobilni telefoni, velikih število javnih naslovov sistemov ali navidezne resničnosti sistemov v raziskovalnih laboratorijih.

### Zvok in hrup okolja
Okoljska akustika se ukvarja s hrupom in vibracijami, ki jih povzroča železnica, cestni promet, letala, industrijska oprema in rekreativne dejavnosti. Glavni cilj teh študij je zmanjšati raven okoljskega hrupa in vibracij. Sedaj ima raziskovalno delo tudi poudarek na pozitivni uporabi zvoka v urbanih okoljih: hrupu in miru.

### Glasbena akustika
Glasbena akustika je študija fizike akustičnih inštrumentov; obdelava avdio signala, ki se uporablja v elektronski glasbi; Analize računalniške glasbe in kompozicijo ter percepcijo in kognitivne nevroznanosti glasbe.

### Psihoakustika
Psihoakustika pojasnjuje kako ljudje reagirajo na zvok.

### Govor
Akustiki preučujejo proizvodnjo, predelavo in dojemanje govora. Prepoznava govora in sinteza govora sta dve pomembni področji pri obdelavi govora, ki ga uporabljajo računalniki. Ta predmet se prekriva tudi z disciplinami fizike, fiziologije, psihologije in jezikoslovja.

### Ultrazvok
V ultrazvok spadajo zvočne frekvence previsoke, da bi jih ljudje slišali. V to področje spada tudi medicinski ultrazvok, sonokemija, karakterizacija materiala in podvodna akustika.

### Vibracija in dinamika
To je raziskava o tem, kako mehanski sistemi vibrirajo in vplivajo na okolico. Aplikacije lahko vključujejo: tresenje tal iz železnic; izolacijo  za zmanjševanje vibracij v dvoranah; preučevanje, kako  lahko vibracije škodujejo zdravju, nadzor vibracij za zaščito stavb pred potresi, ali merjenje, kako struktura nosi zvočne premike skozi zgradbo. 